# Leplaea mayumbensis
Leplaea mayumbensis là một loài thực vật có hoa trong họ Meliaceae. Loài này được Staner mô tả khoa học đầu tiên.